# Bryocoris pteridis
Genre
Espèce
Bryocoris pteridis est une petite espèce d'insectes hémiptères du sous-ordre des hétéroptères (punaises) de la famille des Miridae (Cimicomorpha, Miroidea). 

## Description
Long de 2 à 4 mm, c'est un insecte relativement commun, microptère ou macroptère, qui vit surtout sur les fougères. La tête est jaune à brunâtre avec le tylus (partie centrale descendant vers le rostre) noir. Les yeux ne touchent pas le bord antérieur du pronotum. L'article 1 des antennes mesure 0.6 à 0.7 fois la largeur de la tête (yeux compris), et le rostre dépasse à peine les hanches antérieures (alors que chez Monalocoris filicis, l'article 1 des antennes ne dépasse pas la moitié de la largeur de la tête, et le rostre dépasse les hanches intermédiaires). Le troisième article des antennes est aussi long que le quatrième. Les antennes sont jaune pâle, et noires à partir de la partie apicale de l'article 2. La ponctuation est distincte sur le pronotum et sur les hémélytres. Le pronotum est souvent marqué de noir, le scutellum et le clavus de la femelle macroptère sont également noirs. Les pattes sont jaune pâle, avec l'article 3 des tarses noirâtre. Les hémélytres n'ont pas leur bordure costale marquée de noir, seul le quart apical est assombri. Les individus brachyptères mesurent entre 2 et 2.5 mm (mâles) et 2 à 3 mm (femelles). Les individus macroptères mesurent entre 3 et 3.5 mm (mâles) et 3.2 à 4 mm (femelles). Les larves sont vert jaunâtre.

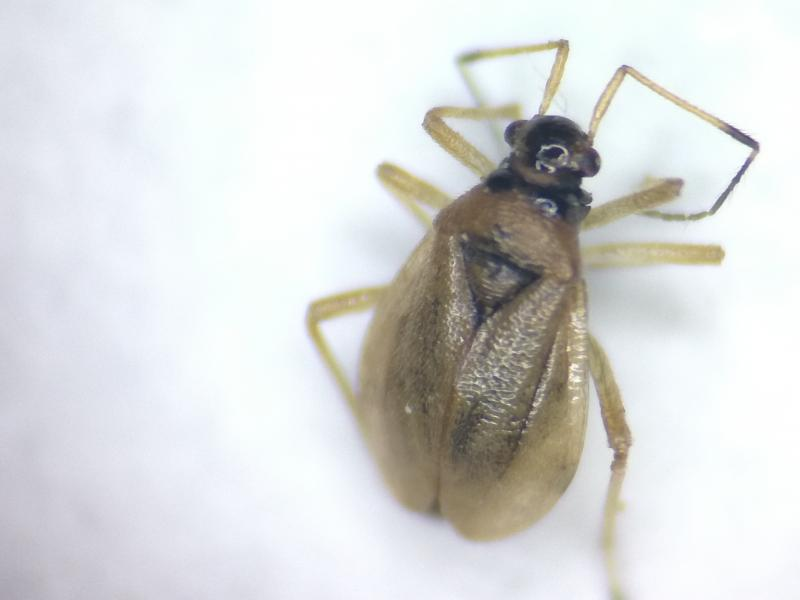
Bryocoris pteridis, mâle probable, macroptère
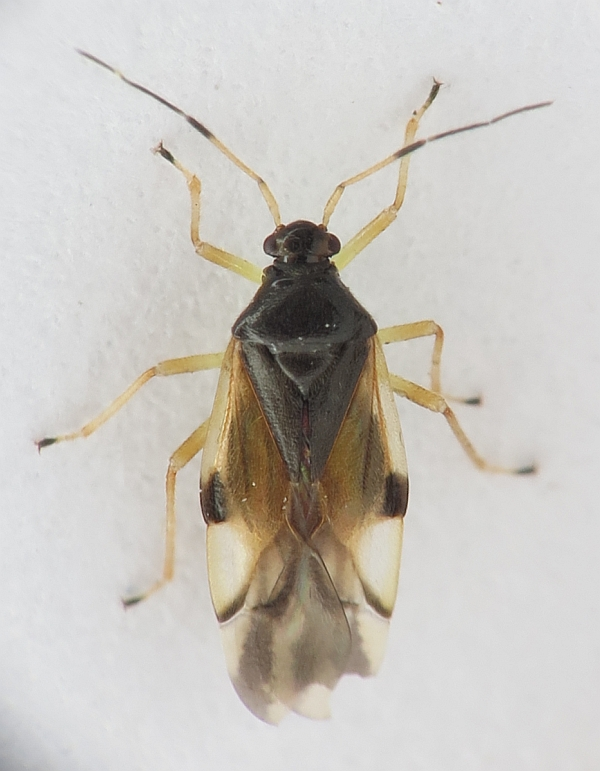
Bryocoris pteridis, femelle probable, macroptère
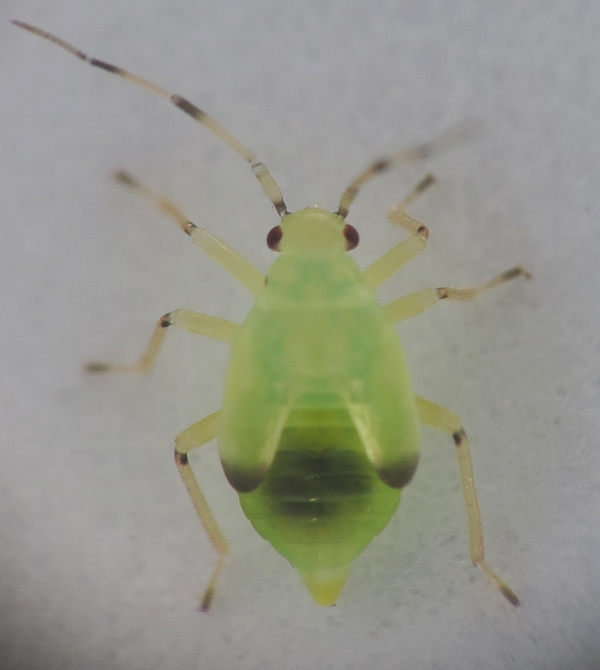
Bryocoris pteridis, larve

## Distribution
Cette espèce est trans-paléarctique, répandue de l'Europe jusqu'à la Chine. C'est la seule espèce du genre Bryocoris à avoir une large répartition. Elle est presque confinée aux régions forestières, souvent humides.

## Biologie
Bryocoris pteridis se nourrit sur des fougères des espèces suivantes : Asplenium sp., Athyrium filix-femina, A. distentifolium, Oreopteris limbosperma (Aspleniaceae), Dryopteris filix-mas, D. dilatata, D. carthusiana, Polystichum sp. (Polypodiaceae), Pteridium aquilinum (Dennstaedtiaceae). Elle se nourrit principalement des sporanges, mais occasionnellement également des frondes.
L'adulte est visible de mai à septembre en Angleterre, de juin à septembre au Danemark, juillet à octobre selon Wagner, et ne donne qu'une génération par année. Ce sont les œufs qui hibernent.

## Systématique
L'espèce a été décrite par Fallén en 1807 déjà, sous le protonyme de Capsus pteridis Fallén, 1807. Le genre Bryocoris a été formé par le même Fallén en 1829, dans lequel elle a été transférée.